# Jack Johnson (musiker)
 For alternative betydninger, se Jack Johnson. (Se også artikler, som begynder med Jack Johnson)
Jack Hody Johnson (d. 18. maj 1975) er født i staten Hawaii, USA. Han er sanger, sangskriver, laver surf-dokumentarfilm og har sit eget pladeselskab kaldet Brushfire Records.
Flere af hans sange bliver brugt i DR-programmet Bonderøven, heriblandt "Better Together" og "You and Your Heart".

## Diskografi

### Albums
- Brushfire Fairytales (2001)
- On and On (2003)
- In Between Dreams (2005)
- Sing-A-Longs and Lullabies for the Film Curious George (2006)
- Sleep Through the Static (2008)
- To The Sea (2010)
- From Here to Now to You (2013
- All the Light Above It Too (2017)
- Meet the Moonlight (2022)

### Soundtracksog EP'er
- September Sessions
- Thicker Than Water
- Out Cold
- Sprout
- A Broke Down Melody
- Some Live Songs EP .

### Virtuelle albums
- iTunes Originals – Jack Johnson